# Jaroslav Chocholáč
Jaroslav Chocholáč (1934) è un ex cestista cecoslovacco.

## Carriera
Vinse la medaglia di bronzo ai Campionati europei del 1957.